# Denise Zimmerman
Denise Zimmerman (Borgerhout, 6 juni 1943 - Malle, 15 juni 2004) was een Vlaams actrice. Ze was gehuwd met acteur Bernard Verheyden.
Zimmerman studeerde aan het Conservatorium alsmede aan de Studio van het Nationaal Toneel in Antwerpen. 
Zimmerman speelde rollen in televisieseries en in theaterstukken. Haar eerste optreden was in de Koninklijke Nederlandse Schouwburg in Othello van Shakespeare.
Ze overleed aan de gevolgen van een bloedvergiftiging. Zimmerman werd 61 jaar.

## Acteercarrière
- De Open Tuindeuren (1961)
- De Tijdscapsule (1963) - Johanna
- De Strop (1965)
- Onder één dak (1965)
- De Ingebeelde Zieke (1968) - Angelique
- Luitenant Tenant (1968) - Doenja
- Un soir, un train (1968) - L'étudiante
- De Meeuw (1968) - Nina
- Wij, Heren van Zichem (1969) - Elza Van Berckelaer
- Klucht van de brave moordenaar (1969) - Anneke
- Koning Lear (1969) - Cordelia
- Melodie van Warschau (1970) - Gelia
- Driekoningenavond (1972) - Olivia
- Louisa, een woord van liefde (1972) - Paulette
- Het levende lijk (1972) - Liza Protasova
- De Loteling (1973) - Vrouw van commandant
- Daags na de kermis (1974) - Anna
- Trijntje van Saardam (1975) - Trijn Cornelis
- De dame met het hondje (1975) - Anna Sergeevna
- Het ouderlijk huis (1977) - Louisa
- Freule Julie (1980) - Freule Julie
- Xenon (1984)
- Jan zonder Vrees (1984) - Hertogin
- Bompa (1989-1994) - Francine Van Acker
- Chez Bompa Lawijt (1994-1996) - Francine Van Acker
- De Makelaar (1999) - Marleen Michaud
- Flikken (1999) - Oma van Dorien
- Dennis (2002) - Mia Muys
- Matroesjka's (2005) - Buurvrouw van Mike